# 埔心忠義廟
23°57′08″N 120°32′22″E / 23.952238°N 120.539443°E
埔心忠義廟，是位於臺灣彰化縣埔心鄉義民村的義民廟。

## 由來
永靖、埔心的居民多來自粵東的客家人。林爽文事件時，乾隆五十二年（1787年），總兵柴大紀收復彰化城後，清軍屯兵處的埔心卻遭林爽文軍包圍，這時埔心人加入清軍戰鬥。事後，九名鄉人遺骸埋葬在今埔心國小校園內。鄉民請鹿港秀才施梅樵依埤頭鄉小埔心的同治年間「褒忠」匾複製一面。埔心的客家人後已成為福佬客。
1926年，由前清武舉人黃耀南募款建立此廟。當時是因村民想重建南瑤宮聖四媽的分香廟，但不被日本政府准許，遂以義民廟名義申請建廟。建廟後，以農曆八月十八日為忠義公生日，並且一律由地方首長為主祭，日治時期是庄長，現在則是鄉長。官員要依古禮行下跪、叩頭、獻花、獻果等儀式。後來村民重建媽祖時以五個角頭之名取作「五湖宮」，1967年以新台幣六十萬元興建。
埔心國小的忠義烈士墓於1993年遷至埔心第一公墓，由鄉公所在清明時祭祀。

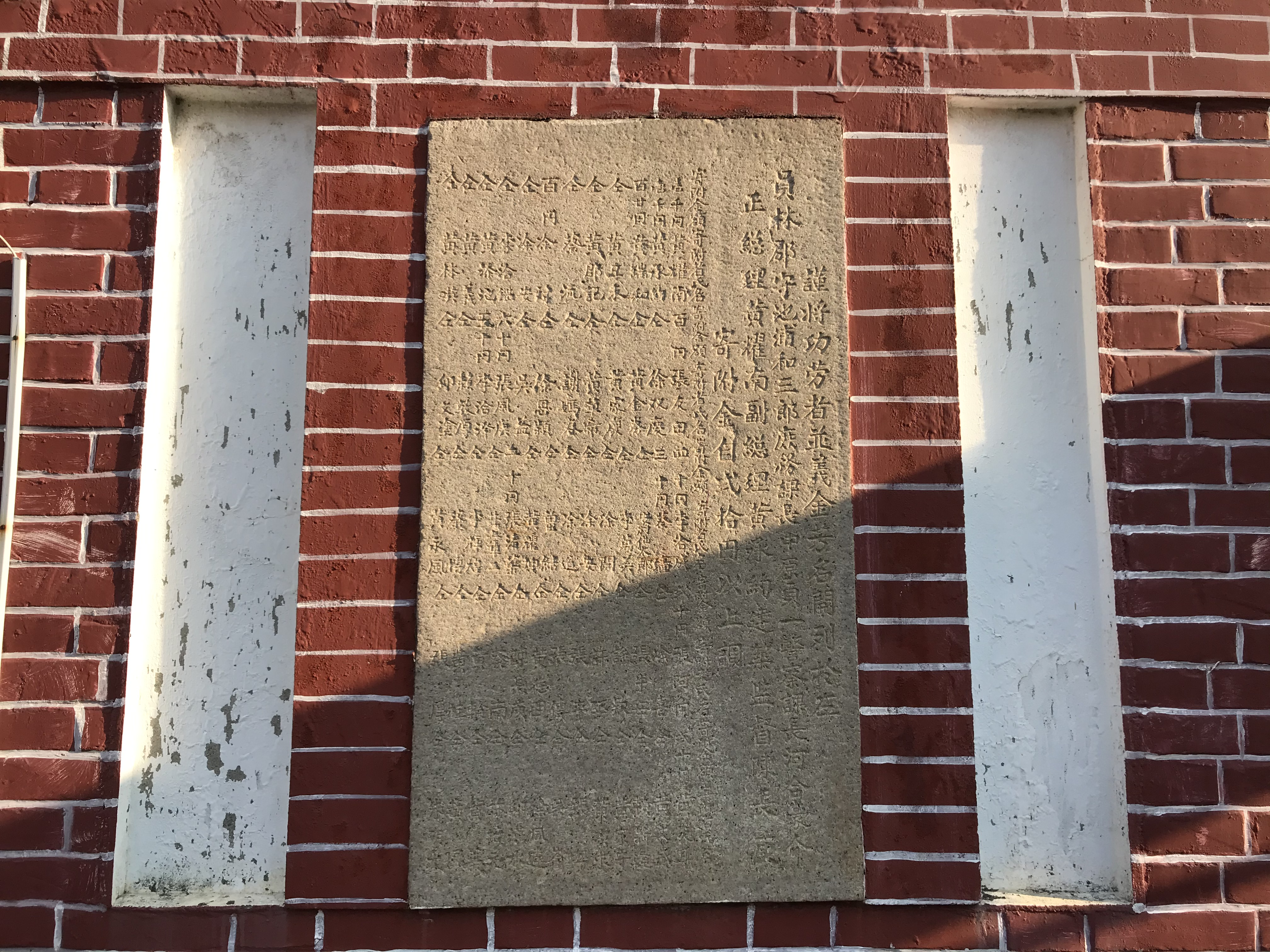
捐題碑
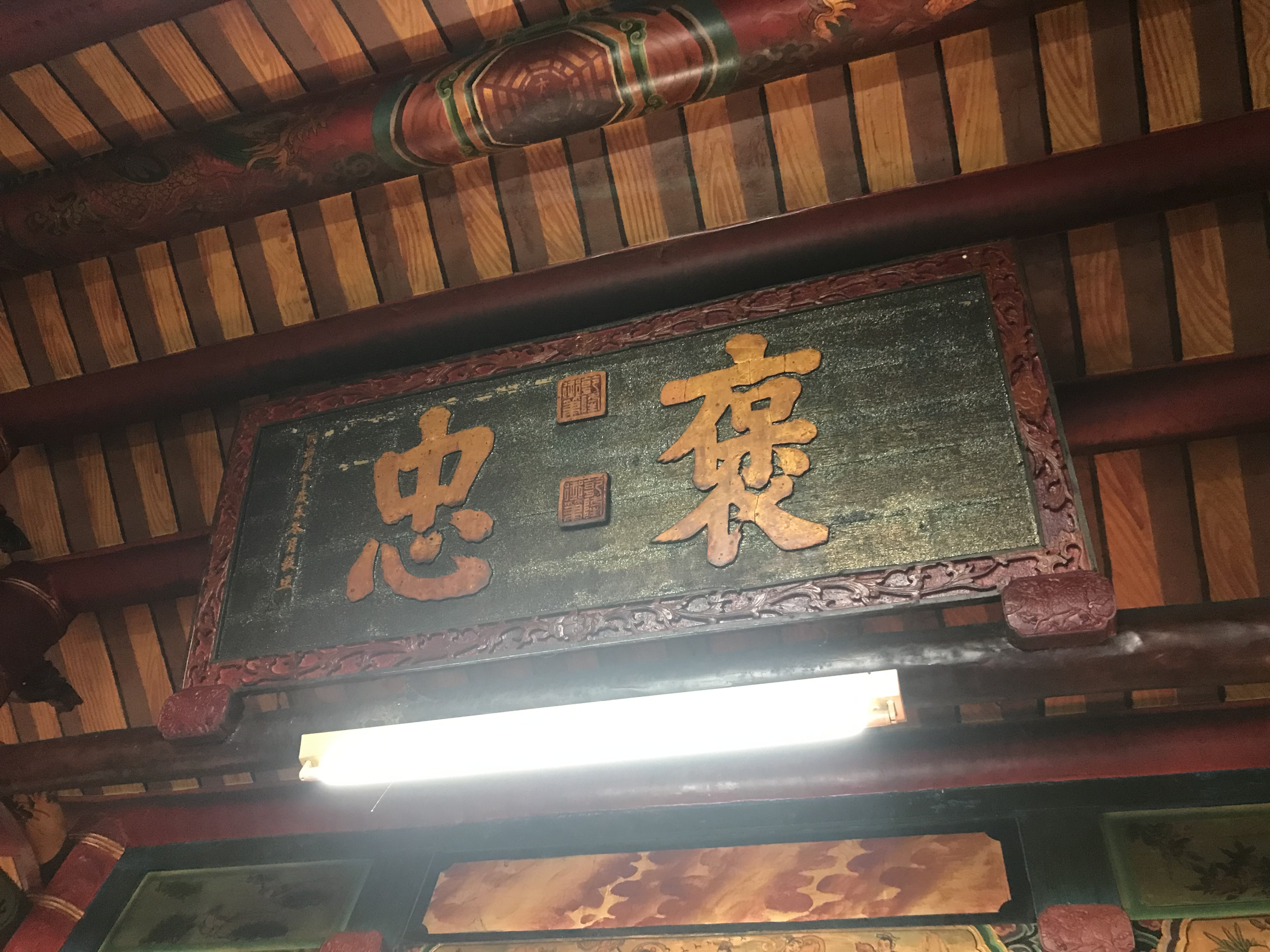
「褒忠」匾
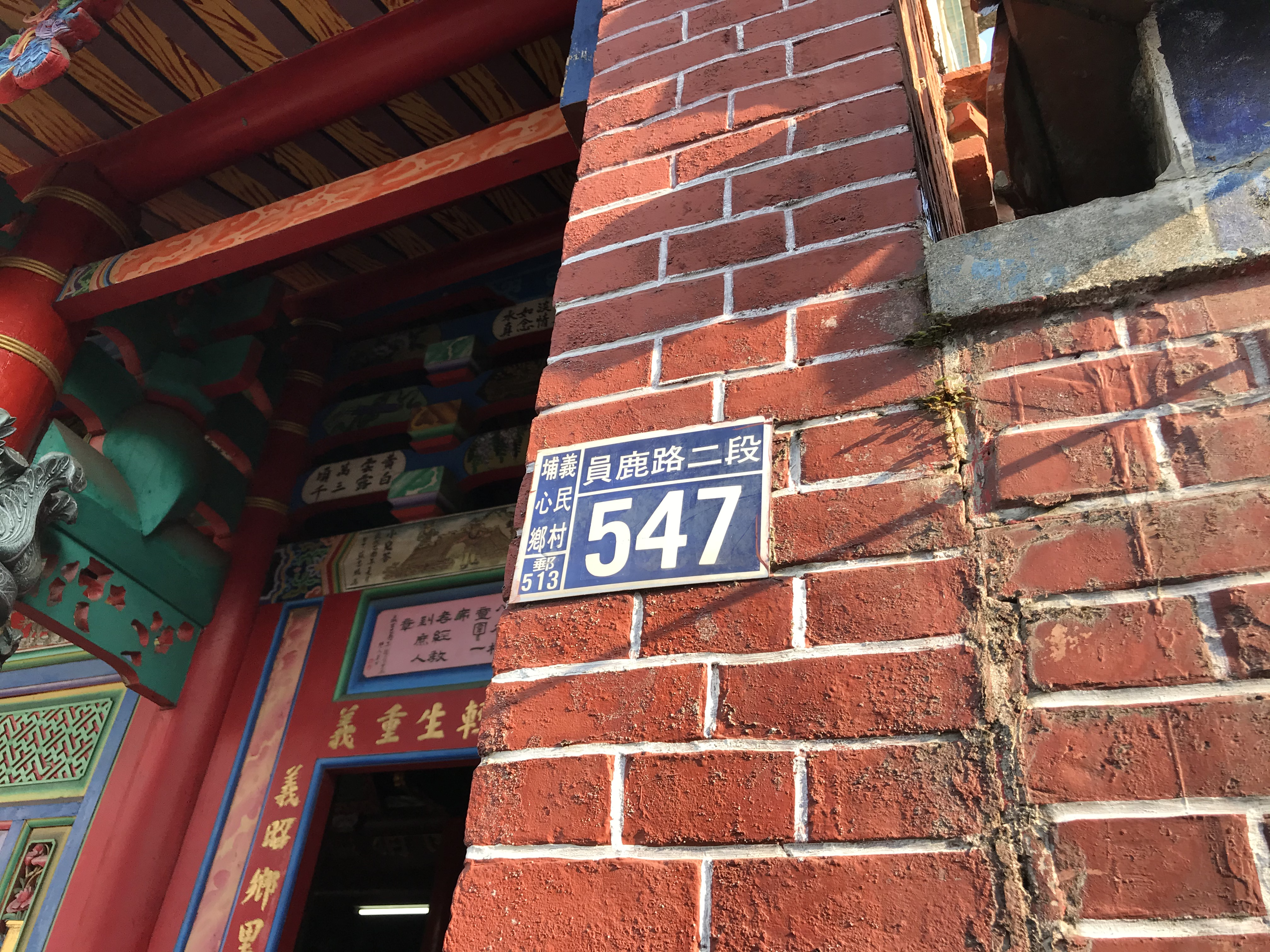
門牌